# Nothing (banda)
Nothing es una banda estadounidense de rock alternativo formada en 2010. Lanzó numerosos EP de forma independiente antes de firmar contrato con Relapse Records, con quienes lanzaron su álbum debut Guilty of Everything en marzo de 2014. Su siguiente álbum, Tired of Tomorrow, fue lanzado el 13 de mayo de 2016. Su tercer álbum Dance on the Blacktop, fue lanzado el 24 de agosto de 2018. Su cuarto álbum The Great Dismal fue lanzado el 30 de octubre de 2020.

## Historia
El fundador de Nothing, Domenic "Nicky" Palermo, fue anteriormente integrante de la banda de hardcore punk Horror Show. Durante el corto tiempo de vida de esta banda, lanzaron un par de EPs a través del sello Deathwish Inc., propiedad de Jacob Bannon, vocalista de Converge. Horror Show tuvo que suspender sus actividades debido a la detención de Palermo por haber apuñalado a un hombre durante una pelea, pasando dos años en prisión bajo los cargos de asalto agravado e intento de asesinato. También fue miembro de XO Skeletons, junto a Wesley Eisold de Give Up the Ghost y Cold Cave.
Una vez fuera de la cárcel, Palermo tocó con algunas bandas de punk, época en la que también aprovechó para encontrar la espiritualidad. Comentó: "No sabía que más hacer de mi vida, no encontraba ese motivo que me hiciera despertar a diario. Realmente luché contra eso como durante cuatro años, y sin afán de sonar dramático ni nada parecido, a diario pensaba seriamente en volarme la cabeza". Palermo comenzó eventualmente a escribir música y lanzó un demo llamado Poshlost bajo el nombre de "Nothing" en 2011. Nothing atravesó por bastantes cambios en su alineación durante los años en que se lanzaron los EPs, Suns and Lovers y Downward Years to Come.
En 2013 Nothing firmó contrato con Relapse Records y lanzaron su primer sencillo "Dig", el cual se incluye en su álbum debut Guilty of Everything, lanzado el 4 de marzo de 2014. Para continuar promoviendo el álbum, Nothing lanzó los temas "Endlessly" y "Bent Nail" vía streaming y en 2014 relanzaron Downward Years to Come.
En agosto de 2013 Nothing salió de gira con la banda Whirr, y gracias a esto, integrantes de ambas bandas formaron el proyecto paralelo llamado Death of Lovers. Ambas bandas lanzaron el EP split Whirr / Nothing en 2014 de forma independiente, con la posterior integración de Nick Bassett (integrante de Whirr, ex-Deafheaven) a Nothing como bajista.
Su segundo álbum Tired of Tomorrow fue lanzado el 13 de mayo de 2016. El primer sencillo, "Vertigo Flowers", debutó el 23 de febrero de 2016.
El tercer álbum de estudio, Dance on the Blacktop, fue lanzado e 24 de agosto de 2018 a través de Relapse. Después de grabar el álbum, el bajista Aaron Heard (vocalista de la banda Jesus Piece), reemplazó a Bassett. Brandon Setta, vocalista y guitarrista fundador, también deja la banda por motivos personales a principios de 2019 siendo reemplazado por Doyle Martin.
El 30 de octubre de 2020, The Great Dismal fue lanzado a través de Relapse Records. Se lanzaron videos promocionales para las canciones "Say Less", "Bernie Sanders", "Famine Asylum", "April Ha Ha" y "Catch a Fade". La producción estuvo a cargo de Will Yip , quien anteriormente produjo el segundo álbum de la banda, Tired of Tomorrow. Este fue el primer álbum que presentó a Doyle Martin reemplazando a Brandon Setta en guitarra y voz, así como a Aaron Heard reemplazando a Nick Bassett en el bajo.
El 5 de enero de 2022, el bajista Aaron Heard anunció en su cuenta personal de Instagram, que sus próximos shows con Nothing serían los últimos, debido a que desea pasar más tiempo criando a su hijo. El 28 de febrero de 2022, Heard fue remplazado en el bajo por Christina Michelle (quien es la vocalista de la banda de Hardcore punk Gouge Away). A mediados de 2022 el baterista Kyle Kimball deja la banda para centrarse en su projecto de darkwave Night Sins. Kimball fue luego remplazado por el baterista Zachary Jones. A finales de 2023, Christina Michelle deja la banda para centrarse en su banda principal Gouge Away por lo que sería remplazada por el guitarrista de Best Coast Bobb Bruno en el bajo.

## Discografía

### Álbumes de estudio
- Guilty of Everything (2014, Relapse)
- Tired of Tomorrow (2016, Relapse)
- Dance on the Blacktop (2018, Relapse)
- The Great Dismal (2020, Relapse)

### Ssencillos y EPs
- Poshlost demo EP (2011, Like Glue)
- Suns and Lovers EP (2012, Big Love)
- Downward Years to Come EP (2012, A389)
- "Dig" sencillo (2013, Relapse)
- Whirr / Nothing (split con Whirr) (2014, Run for Cover)
- "Vertigo Flowers" (2016, Relapse)
- "Zero Day" (2018, Relapse)
- "Blue Line Baby" (2018, Relapse)
- "The Carpenter's Son" (2018, Relapse)
- "Say Less" (2020, Relapse)
- Nothing / Full Of Hell (split con Full Of Hell) (2023, Relapse))

### Recopilaciones
- "Something in the Way" (cover de Nirvana) de Whatever Nevermind (2015, Robotic Empire)